# Valentin van Orley
Valentin van Orley, né vers 1466, mort en 1532 à Bruxelles est un peintre belge des XVe et XVIe siècles.

## Biographie
Valentin van d'Orley est issu de la famille luxembourgeoise des seigneurs d'Ourle ou d'Orley, nom qui, par le fait de l'élection de domicile du titulaire dans une ville flamande, est devenu van Orley. Petit-fils de Everard I Orley et de Barbe Taye, et fils de Jean III Orley de Moorsel et de Marguerite Happaert, Valentin et ses fils signaient indifféremment d'Orley ou van Orley.
Alors que son père Jean van Orley avait été admis, à Bruxelles, au Lignage Sleeus en 1482, Valentin van Orley, par sa naissance illégitime, ne put être admis aux Lignages de Bruxelles. Ainsi, dépouillé, par l'illégitimité de sa naissance, des avantages que lui assure son origine, Valentin van Orley demande à une profession libérale les moyens de soutenir son existence. Celle-ci se passe d'ailleurs en secret. On sait qu'il est admis maître peintre en s'établissant à Anvers.
En 1490, il se marie une première fois à Sainte-Gudule, avec Marguerite van Pynbroeck. Après le décès de cette dernière en 1501, il contracte une nouvelle union avec Barbe van Cappenborgh, le 26 avril 1502. De ces deux unions il a six enfants dont quatre fils qui deviennent peintre comme leur père : Everard en 1491, Bernard en 1492, Philippe et Gomar à la suite.
Vers cette époque, 1502 ou 1503, son nom figure dans la liste des membres de la confrérie des Sept Douleurs, à l'église Saint-Géry. Plus tard, il s'établit à Anvers. En 1512 sous le nom de Valentin van Brüsele, il élève et forme plusieurs élèves jusqu'en 1517, travaille et retourne à Bruxelles en 1527. Il décède dans cette ville en 1531 ou 1532, ne laissant que peu d'œuvres connues.
Valentin est le départ d'une lignée d'artistes dont le plus célèbre de l'époque, est son fils Bernard.